# Обер-священник
Обер-священник — священник русской армии и флота. В 1858 году обер-священники армии и флота были переименованы в главных священников.
Пётр I ввёл должности полевых обер-священников, а на флоте — флотских обер-иеромонахов. Их права и обязанности были определены Высочайше утверждёнными воинскими уставами 1716, 1720 и 1797 годов. Согласно уставу полевые обер-священники и флотские обер-иеромонахи назначались на время войны и состояли в числе чинов Генерального штаба при Главнокомандующем армией и флотом, а по духовным делам были в непосредственном ведении Святейшего Синода, но не местных иереев и архиереев.
До 1800 года заведование военными церквями и духовенством не отделялось от епархиального управления. 9 апреля 1800 года Павел I назначил первого (по времени) обер-священника армии и флота России, им стал протоиерей П. Я. Озерецковский. Так состоялось отделение в управлении военного духовенства от епархиального. Обер-священники по своим полномочиям были уравнены с епархиальными архиереями: им была предоставлена дисциплинарная власть над военными священниками, а также право назначать и увольнять священно- и церковнослужителей военного ведомства без особого разрешения Синода. Было утверждено, чтобы он «имел над ними главное начальство в судебном и административном отношении, чтобы без него никаких перемен чинимо не было, чтобы все воинские чины, по делам духовного начальства касающимся, относились прямо к обер-священнику, а не в консистории, и чтобы оный обер-священник состоял членом Святейшего Синода и сносился с сим последним непосредственно».
В обязанности обер-священника армии и флота входило: «Руководство всеми церквами и духовенством военного и морского ведомств; посещение школ солдатских детей и учебных команд при полках; руководство благотворительными учреждениями при церквах военного и морского ведомств; избрание кандидатов и представление их местным архиереям для канонического утверждения и рукоположения лиц, ещё не посвящённых в пресвитерский и диаконский сан, а для священнослужителей, перемещаемых в другие части, — получение на то разрешения местного архиерея; назначение псаломщиков в военные соборы и церкви; назначение в соборы и церкви Гвардейского корпуса преимущественно заслуженных протоиереев и священников; разрешение спорных вопросов, возникающих между военным начальством и военными священниками при исполнении церковно-богослужебных обязанностей».
Институт военного и морского духовенства существовал в России до 16 января 1918 года, когда он был ликвидирован приказом Народного комиссариата по военным делам. Из армии было уволено 3700 священников.